# Mistrzostwa Europy w Lekkoatletyce 1954 – sztafeta 4 × 100 m kobiet
Sztafeta 4 × 100 metrów kobiet była jedną z konkurencji rozgrywanych podczas V Mistrzostw Europy w Bernie. Biegi eliminacyjne zostały rozegrane 28 sierpnia, a bieg finałowy 29 sierpnia 1954 roku. Zwycięzcą tej konkurencji została sztafeta radziecka w składzie: Wira Krepkina, Rimma Ulitkina, Marija Itkina i Irina Turowa. W rywalizacji wzięły udział czterdzieści cztery zawodniczki z jedenastu reprezentacji.

## Rekordy
| Rekord świata     | ZSRR · (Wira Kałasznykowa, Zinaida Safronowa, Nadieżda Dwaliszwili, Irina Turowa) | 45,6 | Budapeszt, Węgry   | 20.09.1953 |
| Rekord Europy     | ZSRR · (Wira Kałasznykowa, Zinaida Safronowa, Nadieżda Dwaliszwili, Irina Turowa) | 45,6 | Budapeszt, Węgry   | 20.09.1953 |
| Rekord mistrzostw | Niemcy (Josefine Kohl, Käthe Krauß, Emmy Albus, Ida Kühnel)                       | 46,8 | Wiedeń, III Rzesza | 18.09.1938 |

## Wyniki

### Eliminacje
Bieg 1
| Miejsce | Reprezentacja | Zawodniczki                                                        | Czas | Uwagi |
| ------- | ------------- | ------------------------------------------------------------------ | ---- | ----- |
| 1       | Włochy        | Maria Musso, Giuseppina Leone, Letizia Bertoni, Milena Greppi      | 46,8 | Q CR  |
| 2       | RFN           | Irmgard Egert, Charlotte Böhmer, Irene Brütting, Maria Sander      | 47,1 | Q     |
| 3       | Polska        | Maria Ilwicka, Barbara Lerczak, Celina Jesionowska, Maria Kusion   | 47,3 | Q     |
| 4       | Francja       | Henriette Robert, Yvette Monginou, Monique Jacquet, Denise Laborie | 47,4 | NR    |
| 5       | Węgry         | Olga Gyarmati, Ida Dénes, Ibolya Greminger, Vera Neszmélyi         | 48,5 |       |
| 6       | Szwajcaria    | Edith Jakob, Trudy Hänseler, Gretel Bolliger, Sonja Prétôt         | 48,8 | NR    |

Bieg 2
| Miejsce | Reprezentacja     | Zawodniczki                                                       | Czas | Uwagi |
| ------- | ----------------- | ----------------------------------------------------------------- | ---- | ----- |
| 1       | ZSRR              | Wira Krepkina, Rimma Ulitkina, Marija Itkina, Irina Turowa        | 46,1 | Q CR  |
| 2       | Wielka Brytania   | Heather Armitage, Jean Desforges, Shirley Hampton, Anne Pashley   | 46,7 | Q     |
| 3       | Czechosłowacja    | Zlata Ptáčková, Jana Rábová, Anna Kovaříková, Libuše Strejčková   | 48,3 | Q     |
| 4       | Austria           | Trude Wareka, Elfriede Steurer, Elfriede Geist, Friedrike Harasek | 48,3 | NR    |
| 5       | Protektorat Saary | Inge Eckel, Helga Hoffmann, Trudi Schaller, Ursel Finger          | 48,3 | NR    |

### Finał
| Miejsce | Reprezentacja   | Zawodniczki                                                      | Czas | Uwagi |
| ------- | --------------- | ---------------------------------------------------------------- | ---- | ----- |
| 1       | ZSRR            | Wira Krepkina, Rimma Ulitkina, Marija Itkina, Irina Turowa       | 45,8 | CR    |
| 2       | RFN             | Irmgard Egert, Charlotte Böhmer, Irene Brütting, Maria Sander    | 46,3 |       |
| 3       | Włochy          | Maria Musso, Giuseppina Leone, Letizia Bertoni, Milena Greppi    | 46,6 | NR    |
| 4       | Wielka Brytania | Heather Armitage, Jean Desforges, Shirley Hampton, Anne Pashley  | 46,7 |       |
| 5       | Polska          | Maria Ilwicka, Barbara Lerczak, Celina Jesionowska, Maria Kusion | 47,1 | NR    |
| 6       | Czechosłowacja  | Zlata Ptáčková, Jana Rábová, Anna Kovaříková, Libuše Strejčková  | 48,5 |       |